# 芳井一味
芳井 一味（よしい かずみ、1959年 - ）は、日本の漫画家。長野県出身。

## 来歴
長野県松本県ヶ丘高等学校、駒澤大学卒業。大学在学中、漫画クラブに所属。先輩に高橋葉介、同期に岡田一、３年後輩に所十三がいる。卒業後、半年間のアシスタント生活を経て、1981年雑誌『ギャグダ』で漫画家としてデビュー。ソフトタッチにして破壊的なギャグで、不条理4コマ漫画界に新風を吹きこむ。作品に「くるくるぱぁフォーマンス」「ホイホイ白書」「犯罪心理学」「桃の天然汁」など。

## 作品リスト

### 漫画
- ホイホイ白書 (1) - (5) 月刊ギャクダ（竹書房）1984年12月15日（注）(6)月刊まんがライフ
- 極東あざらし組 プレイボーイ（集英社）1983年12月
- 犯罪心理学 コミック・モーニング（講談社）1984年6月
- 一味とんがらし ビジネスジャンプ（集英社）1985年7月
- 一味にまかせろっ!! 週刊漫画サンデー（実業之日本社）1985年9月
- 究極ぎゃぐ 小説現代（講談社） 1987年 発行
- パープルピープル 摩枦不思議美少女大活劇 アップルギャグション（日本出版社）1988年1月
- Dr.Fはごきげんナナメ! （竹書房）1988年2月
- くるくるぱあフォーマンス（大陸書房）1988年3月
- 私の知ったことではないっっ!! （サンマーク出版）1989年10月
- 笑ってなンボ!!（ぶんか社）1991年12月
- Dr.Fはごきげんナナメ! （ぶんか社）1992年4月
- 桃の天然汁 SPコミックス（リイド社）1999年12月
- 絶対安全4コマ 小説宝石（光文社）2000年
- くうねる坊主 プレイコミック（秋田書店）2007年

### 絵本
- ざぶとん太郎空をゆく!（かんべむさし/作 芳井一味/絵） ペップ21世紀ライブラリー（ペップ出版）1989年11月